# Ralston (Wyoming)
Ralston is een plaats (census-designated place) in de Amerikaanse staat Wyoming, en valt bestuurlijk gezien onder Park County.

## Demografie
Bij de volkstelling in 2000 werd het aantal inwoners vastgesteld op 233.

## Geografie
Volgens het United States Census Bureau beslaat de plaats een oppervlakte van 14,6 km², geheel bestaande uit land. Ralston ligt op ongeveer 1321 m boven zeeniveau.

## Plaatsen in de nabije omgeving
De onderstaande figuur toont nabijgelegen plaatsen in een straal van 48 km rond Ralston.